# Иодид палладия(II)
Иодид палладия(II) — неорганическое соединение, 
соль металла палладия и иодистоводородной кислоты с формулой PdI2,
тёмно-красные кристаллы,
не растворяется в воде.

## Получение
- Действие паров иода на металлический палладий:

{\displaystyle {\mathsf {Pd+I_{2}\ {\xrightarrow {}}\ PdI_{2}}}}
- Действие иодида калия на хлорид палладия(II):

{\displaystyle {\mathsf {PdCl_{2}+2KI\ {\xrightarrow {}}\ PdI_{2}+2KCl}}}

## Физические свойства
Иодид палладия(II) образует тёмно-красные кристаллы,
не растворяется в воде, растворяется в иодистоводородной кислоте и растворах иодидов.

## Химические свойства
- Разлагается при нагревании:

{\displaystyle {\mathsf {PdI_{2}\ {\xrightarrow {T}}\ Pd+I_{2}}}}
- Растворяется в иодистоводородной кислоте:

{\displaystyle {\mathsf {PdI_{2}+2HI\ {\xrightarrow {}}\ H_{2}[PdI_{4}]}}}